# Jewgienij Aleksiejew
Jewgienij Władimirowicz Aleksiejew, ros. Евгений Владимирович Алексеев (ur. 28 listopada 1985 w Carskim Siole) – rosyjski szachista, arcymistrz od 2002 roku.

## Kariera szachowa
W latach 1998 i 1999 dwukrotnie zwyciężył w mistrzostwach Rosji juniorów do lat 14. W 2001 podzielił I miejsce (wraz z Konstantinem Lernerem) w turnieju w Tel Awiwie oraz zdobył brązowy medal na mistrzostwach świata juniorów w Oropesa del Mar (w kategorii do lat 16). W 2002 triumfował w Togliatti i w otwartym turnieju w Hoogeveen oraz podzielił I miejsce w Sankt Petersburgu. W 2004 w kolejnym turnieju open w Genewie podzielił I miejsce. W tym samym roku wziął również udział w mistrzostwach świata systemem pucharowym w Trypolisie, ale w I rundzie przegrał z Ututem Adianto z Indonezji. W 2005 zdobył srebrny medal na mistrzostwach Rosji juniorów do lat 20, zajął II miejsce w turnieju open w Biel/Bienne oraz wywalczył brązowy medal na mistrzostwach świata juniorów do lat 20 w Stambule. W 2006 odniósł duży sukces, zwyciężając w indywidualnych mistrzostwach Rosji (po pokonaniu w dogrywce Dmitrija Jakowienko). Rok 2007 rozpoczął od kolejnego znaczącego sukcesu, wygrywając turniej Aerofłot Open w Moskwie. Podzielił również II miejsce (wraz z Aleksandrem Oniszczukiem i Wiktorem Bołoganem) w silnie obsadzonym turnieju w miejscowości Pojkowskij. W 2008 r. podzielił I m. (wspólnie z Lenierem Dominguezem) w Biel. W 2013 r. zdobył w Legnicy tytuł indywidualnego wicemistrza Europy.
Najwyższy ranking w dotychczasowej karierze osiągnął 1 września 2009 r., z wynikiem 2725 punktów zajmował wówczas 19. miejsce na światowej liście FIDE.